# Herrskap

Herrskap, 1200-talet.

Herrskap kan syfta på fint folk, alternativt en man och hans maka eller make.
Ordet kan användas i välkomstfraser på högtidliga tillställningar och dylikt, som i "ärade herrskap", då både män och kvinnor åsyftas. En välkomstfras med snarlik innebörd är "mina damer och herrar".
Förr syftade herrskap på härskare i någon form, exempelvis i högre stånd. Man skiljde på tjänstefolk och herrskap. Då använde ofta tjänstefolket det som tilltalsord för arbetsgivarefamiljen. Herrskap var också något som förr användes i ordsammansättningar som herrskapshus, herrskapsbord och herrskapsbänk, sådant som var avsett just för herrskap.
Ordet herrskap är belagt i svenska språket sedan början av 1300-talet och kommer av lågtyska herscap med samma betydelse.